# Tyfon
För andra betydelser av ordet tyfon, se Tyfon (olika betydelser)

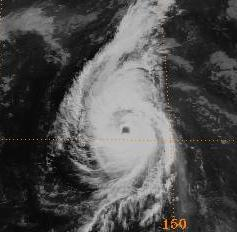
Tyfonen Zelda.

Tyfon (eller taifun; från kinesiska tai fung eller persiska طوفان tūfān) är de kraftiga stormar som uppträder i nordvästra Stilla havet och Östasien med medelvind som överstiger 32,7 m/s = 118 km/h. Överlag uppmäts de allra lägsta lufttrycken hos de tropiska tyfonerna som därmed är jordklotets mest intensiva stormar. Motsvarande typer av kraftiga stormvindar är orkaner som bildas på Atlanten och cykloner vid Oceanien och Indiska oceanen.
En tyfon där medelvindhastighet överstiger 67 m/s (241 km/h) kallas Super-tyfon. Den motsvarar en kraftig kategori 4-orkan på den femgradiga Saffir–Simpson-orkanskalan.

## Lista över kraftiga tyfoner
- Tyfonen Nancy (1961)
- Tyfonen Tip (1979)
- Tyfonen Keith (1997)
- Tyfonen Paka (1997)
- Tyfonen Xangsane (2006)
- Tyfonen Chanchu (2006)
- Tyfonen Durian (2006)
- Tyfonen Fengshen (2008)
- Tyfonen Morakot (2009)
- Tyfonen Etau (2009)
- Tyfonen Haiyan (2013)
- Tyfonen Jebi (2018)
- Tyfonen Trami (2018)
- Tyfonen Hagabis (2019)